# Gök
Gök ist ein türkischer, überwiegend weiblicher Vorname und Familienname mit der Bedeutung „der Himmel“, mit dem auch eine Vielzahl weiterer türkischer Namen gebildet ist.

## Namensträger

### Vorname
- Emell Gök Che (* 1982), deutsche Künstlerin und Fernsehmoderatorin türkischer Abstammung
- Gök Senin (* 1966), deutscher Journalist und Autor

### Familienname
- Cahit Gök (* 1981), türkischer Schauspieler
- Dilaver Gök (* 1965), türkischer Geophysiker und türkisch-deutscher Schauspieler, Autor und Theatergründer
- Egehan Gök (* 2000), türkischer Fußballspieler
- Emin Gök (* 1988), türkischer Volleyballspieler